# Perleberg
Perleberg è una città di 12 026 abitanti del Brandeburgo, in Germania. È il capoluogo del circondario del Prignitz.

## Geografia
Perleberg si trova nel cuore del distretto di Prignitz, a circa metà strada tra le due maggiori città tedesche, Berlino e Amburgo. È circondato dai comuni di Karstädt a nord-ovest, Gross Pankow a nord-est, Plattenburg a sud-est; e la città di Wittenberge a sud-ovest.
Lo Stepenitz scorre da nord-est a sud-ovest attraverso Perleberg. Il centro storico della città è costruito su un'isola tra due bracci del fiume.

## Storia
Uno degli edifici più antichi della città è la chiesa di San Giacomo. Menzionata per la prima volta nel 1294, fu frequentemente modificata e ampiamente rimodellata negli anni Cinquanta del XIX secolo; in tedesco è chiamata Jakobikirche.
Nel XIV secolo la città conobbe il suo massimo splendore come parte della Lega Anseatica. Nel 1523 fu il punto di raccolta di un esercito radunato dall'Elettore Gioacchino I a sostegno del tentativo del cognato Cristiano II di Danimarca di riprendersi il trono. La Guerra dei Trent'anni causò gravi danni alla città: su 3 500 abitanti, ne sopravvissero solo 300. 
Il 25 novembre 1809, Benjamin Bathurst scomparve a Perleberg. I resoconti successivi dell'incidente hanno esagerato le circostanze a tal punto che a volte si sostiene che la scomparsa sia stata causata da fenomeni paranormali.
Nel 1933 nella cittadina fu aperto il campo di concentramento di Perleberg.

## Società

### Evoluzione demografica
- Sviluppo della popolazione dal 1875 entro gli attuali confini (linea blu: popolazione; linea puntata: confronto dello sviluppo della popolazione dello stato del Brandenburgo; sfondo grigio: ai tempi del governo nazista; sfondo rosso: al tempo del governo comunista)
- Sviluppo recente della popolazione (linea blu) e previsioni

| Anno | Abitanti |
| ---- | -------- |
| 1875 | 10 311   |
| 1890 | 10 013   |
| 1910 | 12 161   |
| 1925 | 12 882   |
| 1939 | 14 845   |
| 1950 | 17 414   |
| 1964 | 15 983   |

| Anno | Abitanti |
| ---- | -------- |
| 1971 | 16 193   |
| 1981 | 16 078   |
| 1985 | 15 736   |
| 1990 | 15 032   |
| 1995 | 14 596   |
| 2000 | 13 907   |
| 2005 | 13 094   |

| Anno | Abitanti |
| ---- | -------- |
| 2010 | 12 332   |
| 2015 | 12 204   |
| 2016 | 12 367   |
| 2017 | 12 317   |
| 2018 | 12 141   |
| 2019 | 12 065   |
| 2020 | 12 035   |

Fonti dei dati sono nel dettaglio nelle Wikimedia Commons..

## Geografia antropica

### Suddivisioni amministrative
Perleberg si divide in 13 zone, corrispondenti all'area urbana dello stesso centro cittadino e a 12 frazioni (Ortsteil):
- Perleberg (area urbana)
- Düpow
- Dergenthin
- Gramzow
- Groß Buchholz
- Groß Linde
- Lübzow
- Quitzow
- Rosenhagen
- Sükow
- Schönfeld
- Spiegelhagen
- Wüsten Buchholz

## Amministrazione

### Gemellaggi
Perleberg è gemellata con:
- Szczawnica, dal 2002
- Kaarst, dal 2014

La città intrattiene anche rapporti di amicizia con Norderstedt e Pinneberg.